# Indice de Gaussen
L'Indice de Gaussen (ou Indice Bagnouls-Gaussen) est une méthode de calcul et de comparaison de l'aridité.
Selon Henri Gaussen (botaniste et biogéographe français), une période donnée est dite aride quand : {\displaystyle P<{2\times T}}.
(P : précipitations totales en millimètres sur la période donnée, T : température moyenne en °C sur la période donnée)
Cet indice est très utile quant à l'utilisation d'un diagramme ombrothermique, ce dernier toujours construit sur le modèle d'échelle : 1 °C = 2 mm.
D'autres indices comme le quotient pluviométrique de Louis Emberger (qui n'est pas unique) ont été définis. Cependant, l'indice de Gaussen, qui est simple et précis, est préférable.
En effet, Henri Gaussen définit précisément les 4 nuances de climat méditerranéen juste basées sur cet indice
tandis qu'Emberger définit le niveau d'humidité dans une région de climat méditerranéen mais ne borne pas précisément ce climat méditerranéen.